# コージー大内
コージー大内（本名: 大内 浩二〈おおうち こうじ〉）は、日本のブルース・シンガー、ギタリスト、ソングライター。ライトニン・ホプキンズ直系のギターに出身地の日田弁を乗せた「弁ブルース」で話題となる。

## 来歴
1967年、大分県日田市生まれ。10代の頃、ボブ・ディランやビートルズにあこがれてギターを始める。21歳のとき故郷の友人を頼って東京で移住。ライトニン・ホプキンズの音楽に出会い、ブルースを志す。
26歳のとき、阿佐ヶ谷のブルース・バー、ギャングスターで初ライヴを行なう。以後「ライトニン大内」の名前で東京を中心に活動を続けた。30代になってから、自らのルーツである日田弁でブルースを歌うようになった。
2008年、名前を「コージー大内」と改め、41歳にしてアルバム『角打ブルース』でCDデビューを果たす。日田弁を前面に押し出し、ギャンブル好きの父親や青春時代の初恋の物語など、彼の生まれ故郷での生活感に溢れる歌を紡ぎ出すコージーの歌をレコーディングを担当した吾妻光良は「弁ブルース」と命名。たちまち日本のブルース・ファンの心をつかんだ。メディアにも取り上げられ、日本各地へツアーをするようになった。
2021年には、映像作家の佐藤博昭の手によってドキュメンタリー映画「ブルースんどれい」が完成。2016年から2021年までのコージーの東京でのライヴを始め、故郷での凱旋コンサートなどの様子が捉えられている。
2024年、スタジオ・レコーディングのアルバムとしては12年ぶりとなる『夜明のステーション』をリリースした。

## ディスコグラフィー
- 2008年 『角打ブルース』(マルヨシ)
- 2012年 『X(ばってん）ブルース』(マルヨシ)
- 2016年 『一番街 Live atチェッカーボード』(マルヨシ)
- 2024年 『夜明のステーション』(マルヨシ)[6]